# Margon (Eure-et-Loir)
Pour les articles homonymes, voir Margon.
Margon est une ancienne commune française située dans le département d'Eure-et-Loir en région Centre-Val de Loire, devenue le 1er janvier 2019 une commune déléguée au sein de la commune nouvelle d'Arcisses.

## Géographie

### Situation
La commune se situe dans la région naturelle du Perche.

Situation géographique
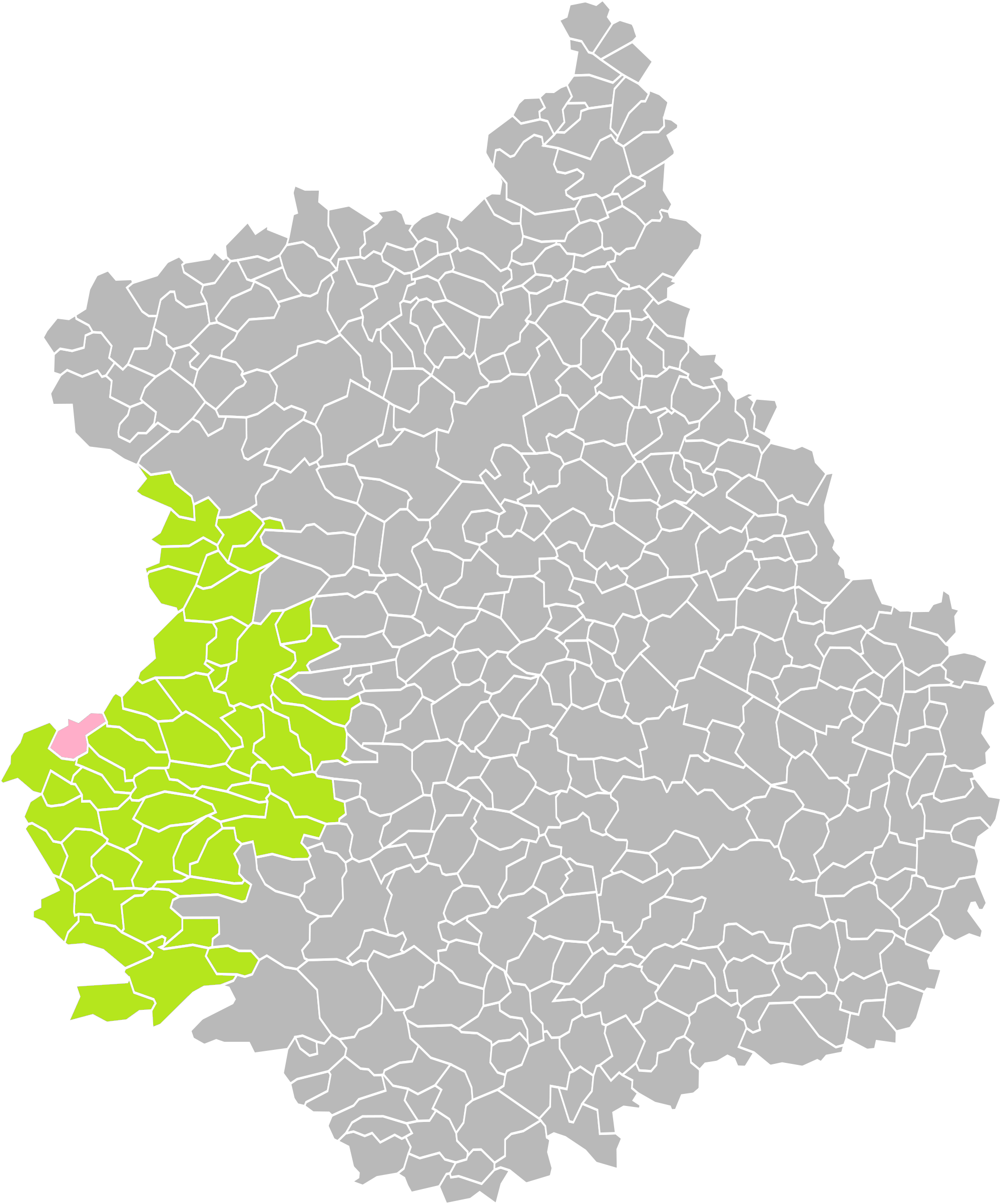
Margon dans son arrondissement.
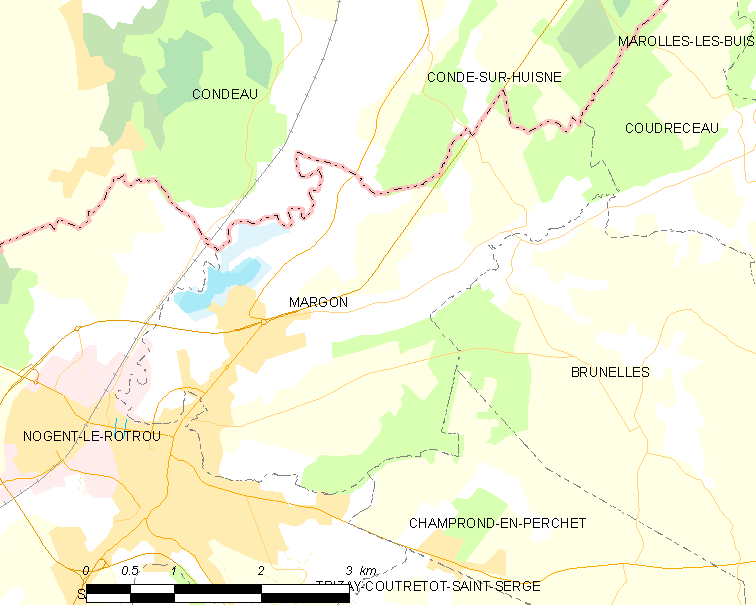
Carte de la commune de Margon.

### Communes et département limitrophes
| Condeau (Orne)   | Condé-sur-Huisne (Orne) | Coudreceau |
| Nogent-le-Rotrou | Margon                  | Brunelles  |
|                  | Champrond-en-Perchet    |            |

### Hydrographie
Margon abrite le point de confluence de deux rivières, la Cloche et l'Huisne :

#### La Cloche
Margon est arrosé par une petite rivière appelée la Cloche. Sa source se situe à Frétigny à la sortie de l'étang de la Magnanne. Elle est grossie de la Vinette à Marolles-les-Buis et de l'Arcisses à Ozée. Sa longueur est de 22,7 km. Elle se jette dans l'Huisne à l'extrémité ouest du territoire communal de Margon.
La commune abrite depuis 2001 d'une station hydrologique sur la Cloche : le débit moyen annuel ou module de la Cloche, observé durant une période de 17 ans (de 2001 à 2018), est de 0,649 m3/s, soit 649 litres par seconde. La hauteur maximale instantanée, relevée le 13 janvier 2004, est de 1,64 m.

#### L'Huisne
La rivière l'Huisne, qui borde la commune à l'ouest, est un affluent en rive gauche de la Sarthe et un sous-affluent du fleuve la Loire par la Sarthe et la Maine. Margon bénéficie d'une station hydrologique sur l'Huisne au barrage depuis 1850 : la hauteur maximale instantanée, observée depuis cette date et relevée le 29 décembre 2013, est de 2,32 m.

### Voies de communication et transports

#### Voies de communication
Margon est traversée par l'ancienne route nationale 23, reliant Chartres à Nantes. Elle a été déclassée en 2006 en route départementale 923 en Eure-et-Loir et dans l'Orne.

## Histoire

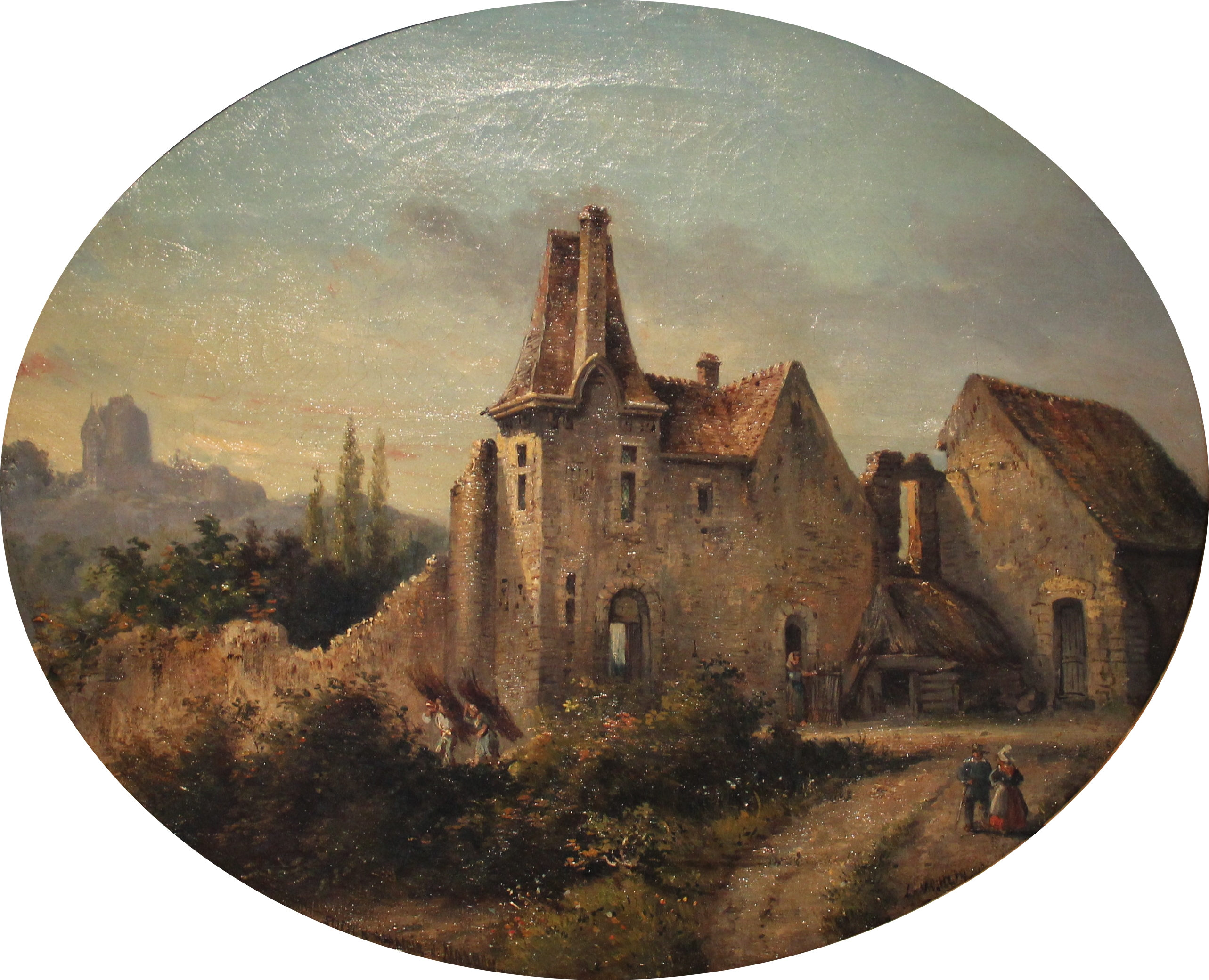
Ancien manoir de Margon par Louis Moullin, musée de Nogent-le-Rotrou.

Le 1er janvier 2019, elle fusionne avec Brunelles et Coudreceau pour constituer la commune nouvelle d'Arcisses dont la création est actée par un arrêté préfectoral du 14 novembre 2018.

## Politique et administration

### Liste des maires
| Période                                  | Période  | Identité          | Étiquette | Qualité                                                                                  |
| ---------------------------------------- | -------- | ----------------- | --------- | ---------------------------------------------------------------------------------------- |
| Les données manquantes sont à compléter. |          |                   |           |                                                                                          |
| janvier 2019                             | En cours | Philippe Ruhlmann | DVG       | Retraité de l'enseignement Conseiller général du canton de Nogent-le-Rotrou (1998->2015) |

| Période                                  | Période          | Identité          | Étiquette | Qualité                                                                                  |
| ---------------------------------------- | ---------------- | ----------------- | --------- | ---------------------------------------------------------------------------------------- |
| Les données manquantes sont à compléter. |                  |                   |           |                                                                                          |
| mars 2001                                | 31 décembre 2018 | Philippe Ruhlmann | DVG       | Retraité de l'enseignement Conseiller général du canton de Nogent-le-Rotrou (1998->2015) |

## Population et société

### Démographie
L'évolution du nombre d'habitants est connue à travers les recensements de la population effectués dans la commune depuis 1793. Pour les communes de moins de 10 000 habitants, une enquête de recensement portant sur toute la population est réalisée tous les cinq ans, les populations de référence des années intermédiaires étant quant à elles estimées par interpolation ou extrapolation. Pour la commune, le premier recensement exhaustif entrant dans le cadre du nouveau dispositif a été réalisé en 2006.

En 2016, la commune comptait 1 171 habitants, en évolution de −2,66 % par rapport à 2010 (Eure-et-Loir : −0,23 %, France hors Mayotte : +2,11 %).
| 1793 | 1800 | 1806 | 1821 | 1831 | 1836 | 1841 | 1846 | 1851 |
| ---- | ---- | ---- | ---- | ---- | ---- | ---- | ---- | ---- |
| 700  | 698  | 737  | 694  | 706  | 502  | 512  | 524  | 518  |

| 1856 | 1861 | 1866 | 1872 | 1876 | 1881 | 1886 | 1891 | 1896 |
| ---- | ---- | ---- | ---- | ---- | ---- | ---- | ---- | ---- |
| 501  | 537  | 492  | 476  | 436  | 447  | 443  | 488  | 528  |

| 1901 | 1906 | 1911 | 1921 | 1926 | 1931 | 1936 | 1946 | 1954 |
| ---- | ---- | ---- | ---- | ---- | ---- | ---- | ---- | ---- |
| 520  | 548  | 523  | 508  | 551  | 511  | 517  | 547  | 529  |

| 1962 | 1968 | 1975 | 1982 | 1990  | 1999  | 2006  | 2011  | 2016  |
| ---- | ---- | ---- | ---- | ----- | ----- | ----- | ----- | ----- |
| 600  | 646  | 815  | 944  | 1 154 | 1 225 | 1 240 | 1 216 | 1 171 |

### Manifestations culturelles et festivités
Margon est célèbre pour sa fête patronale. Chaque dernier samedi de juin, on brûle le soir sur un bûcher un mannequin appelé « la Bourbonnaise ». L'origine de cet autodafé remonterait à l'idée ingénieuse d'un cabaretier qui, voulant corser les feux de joie, fit brûler d'abord un mannequin d'homme puis de femme. Comme ceci se passait à l'époque de Louis le Bien-Aimé et que la du Barry était impopulaire, on lui donna le nom de « la Bourbonnaise ».
Selon d'autres légendes, ce serait la dame de Radrais qui, au temps des croisades, aurait fabriqué un faux pour empêcher son amant d'épouser la fille unique du seigneur de Courcelles. La découverte de son crime l'aurait conduite au bûcher.

## Culture locale et patrimoine

### Lieux et monuments
- L'église Notre-Dame du Mont-Carmel (XIe siècle), recensée dans l'inventaire général du patrimoine culturel[9].

Église Notre-Dame-du-Mont-Carmel
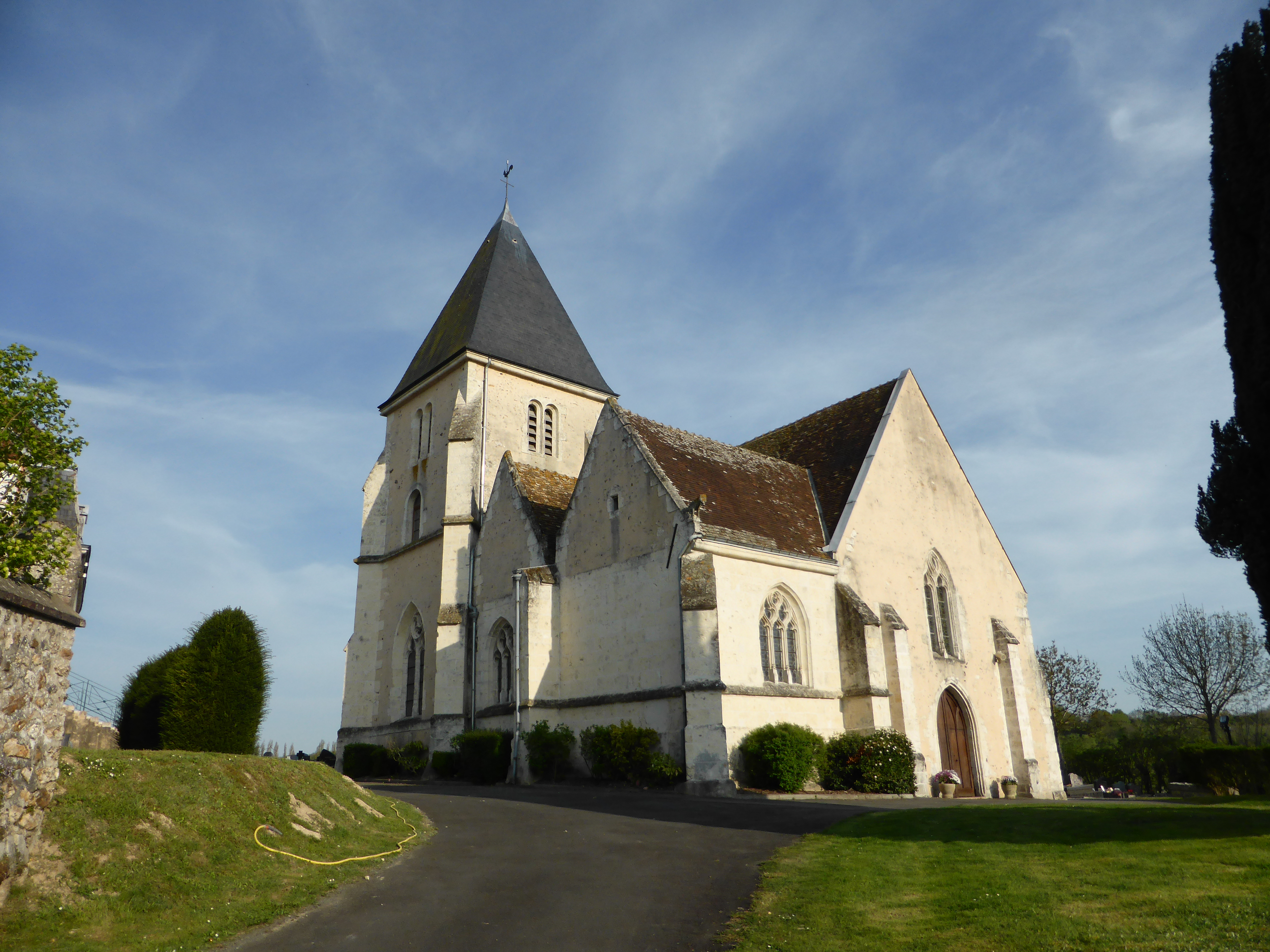
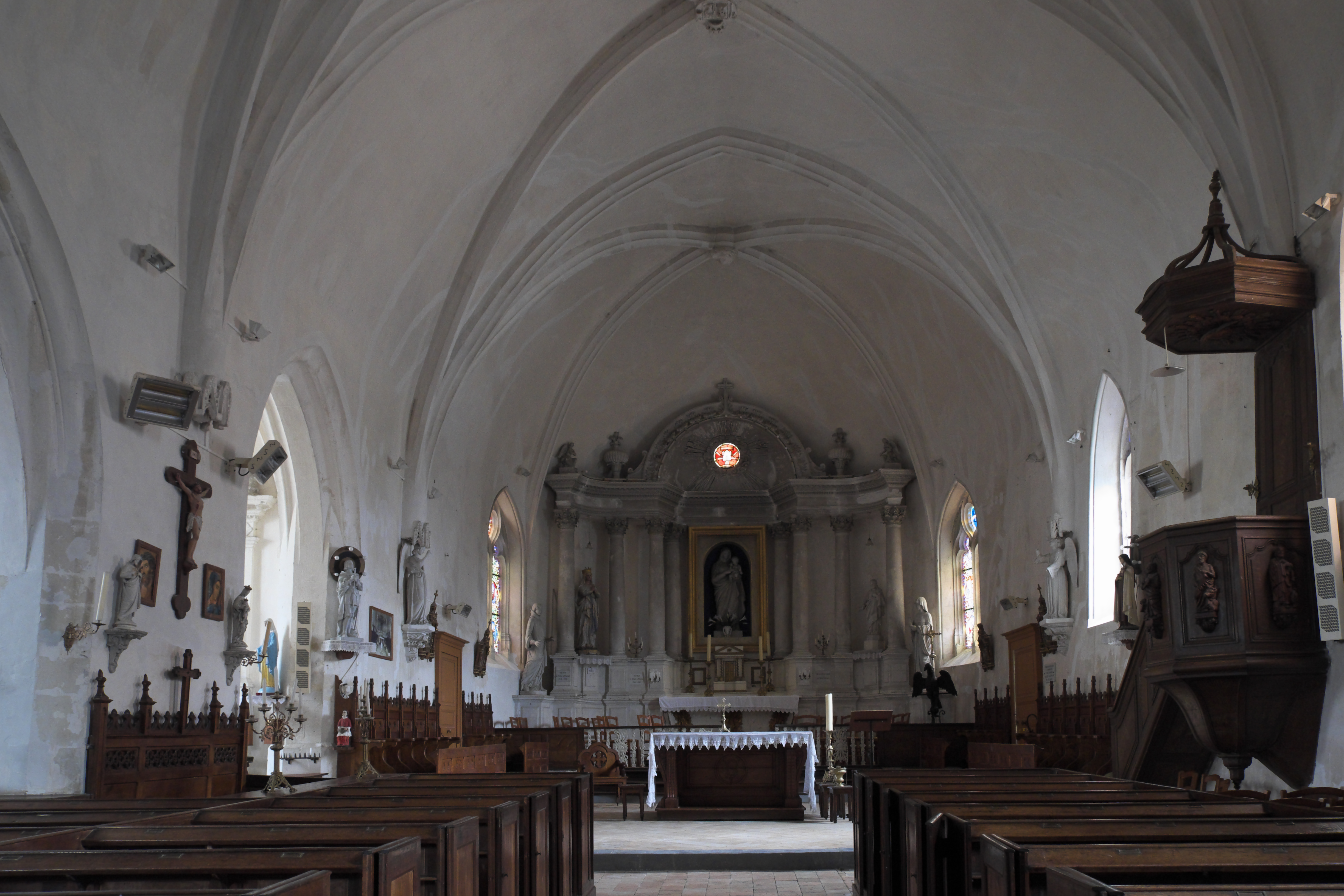
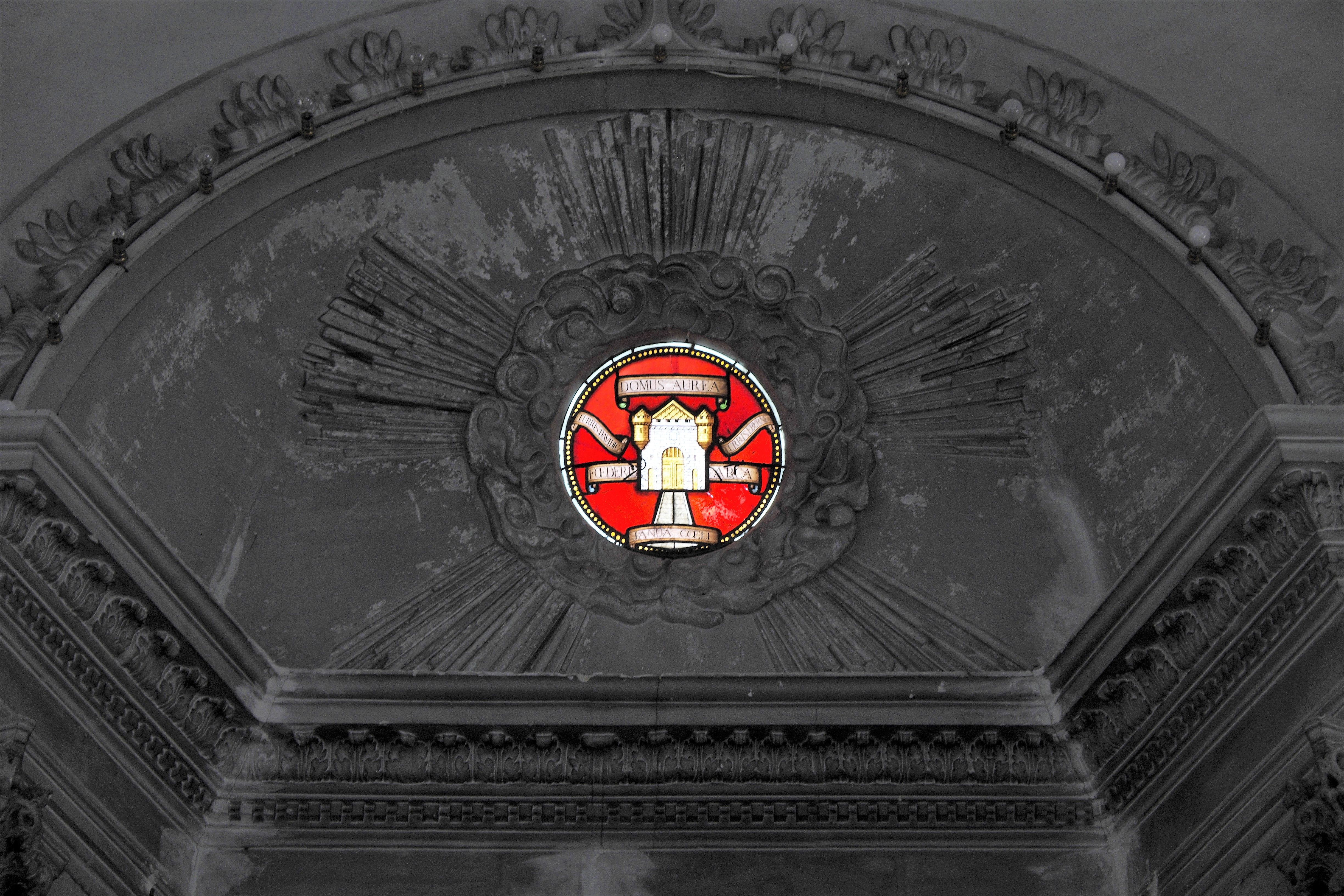
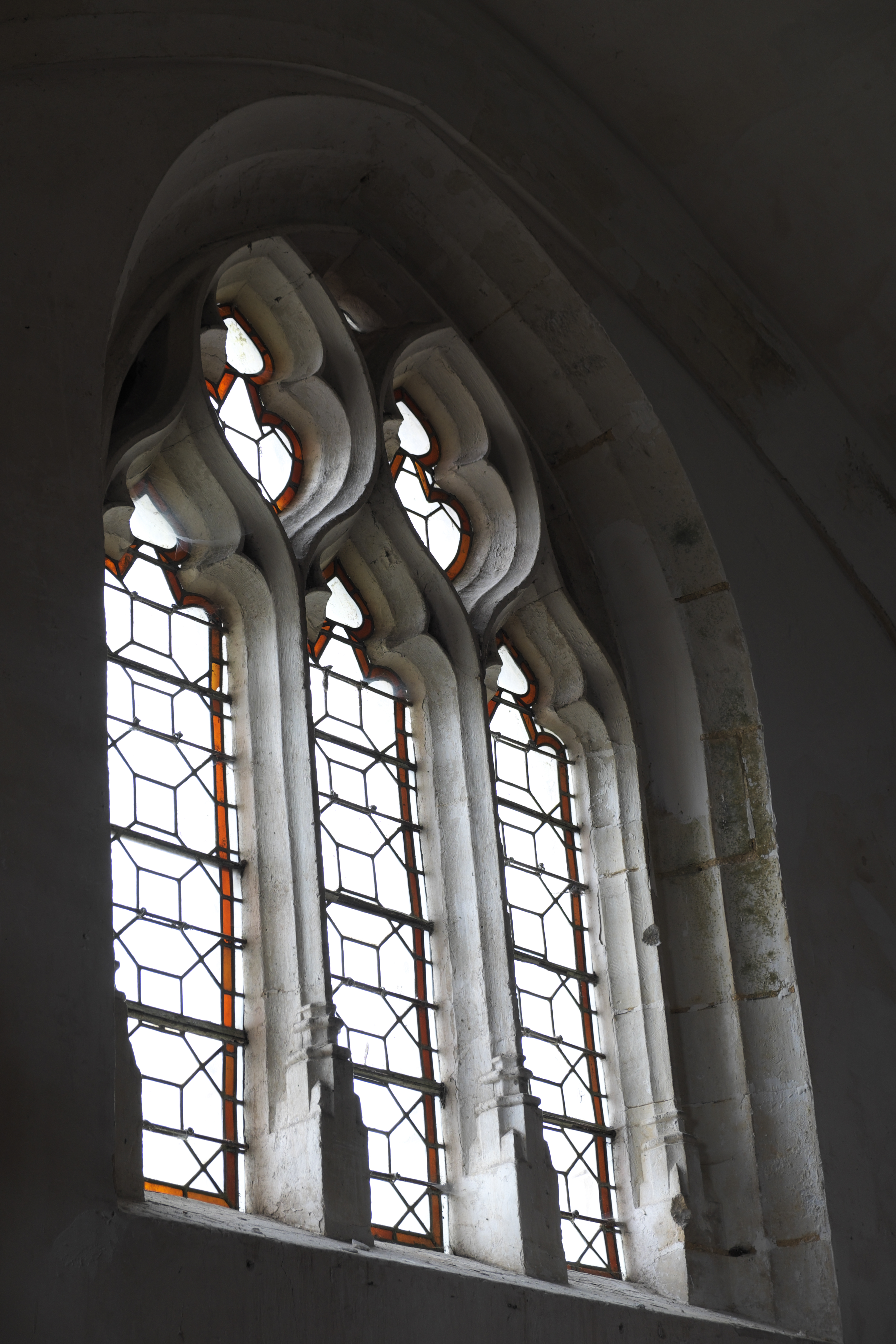
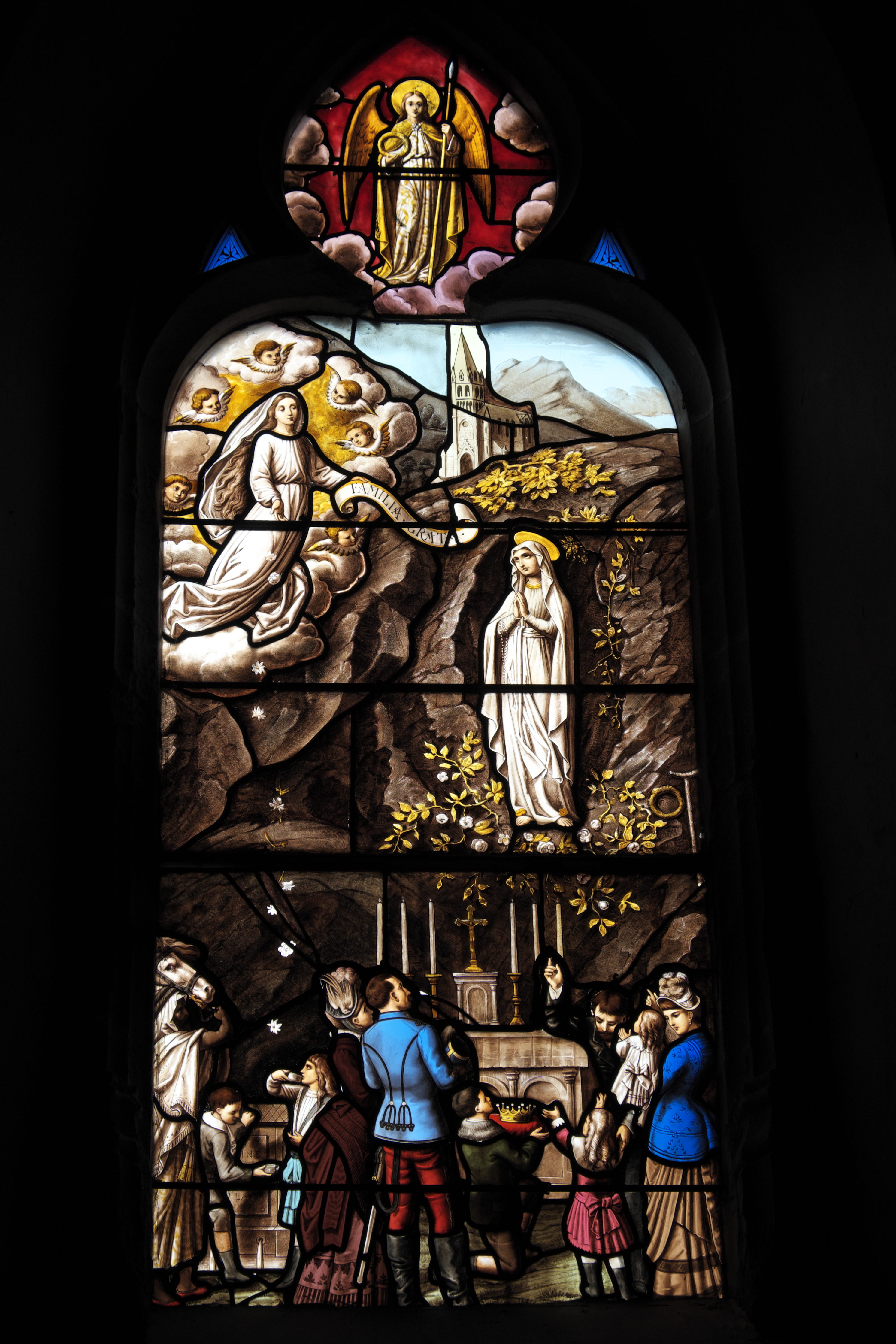
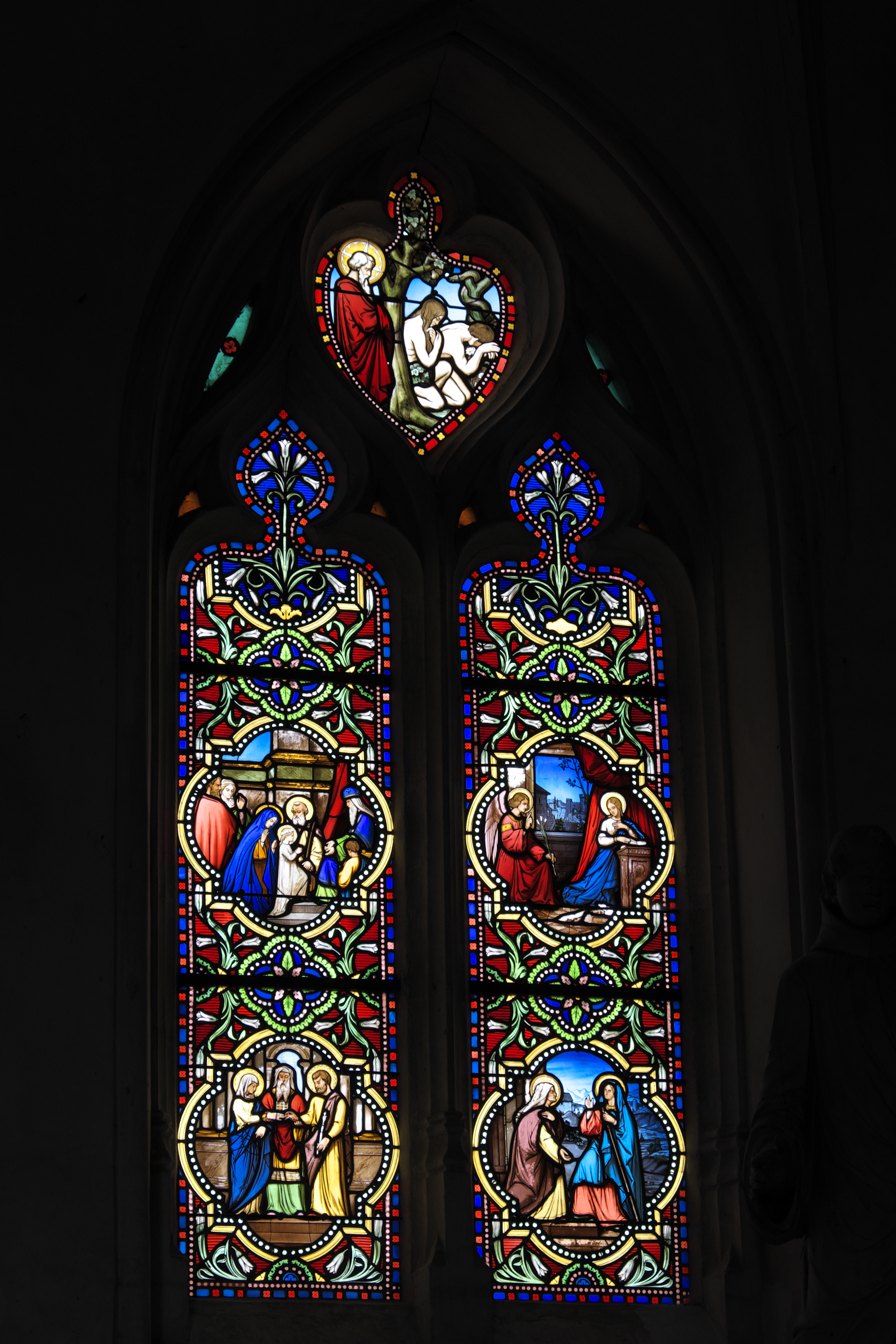
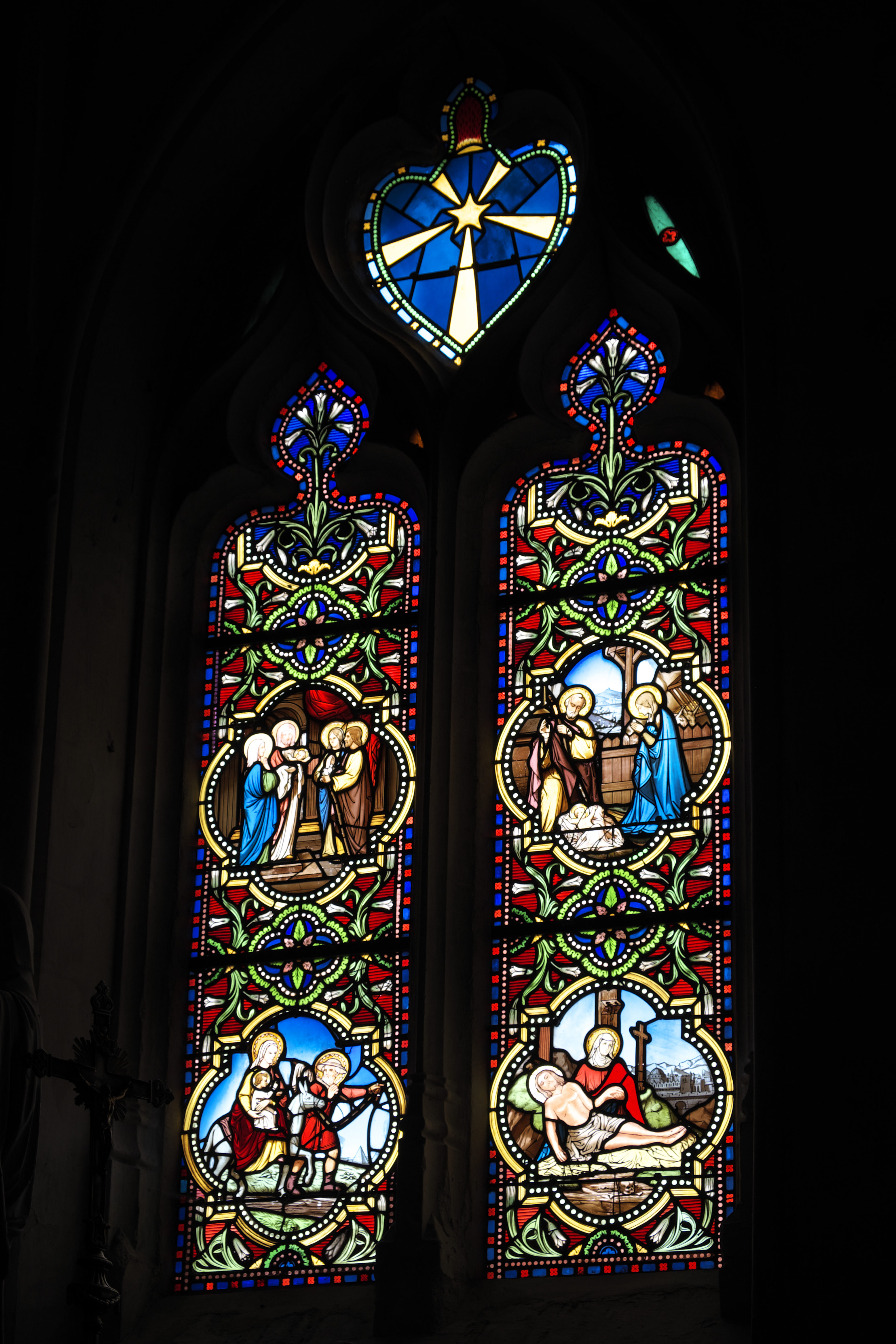

- Le dolmen de La Borde dit aussi Pierre-aux-Nouveau-Nés est le plus ancien monument de la commune. Il n'en subsiste plus que la dalle de couverture, qui gît sur le sol. Au début du XXème siècle, il était encore assez bien conservé...
- Le hameau d'Ozée.
- Ferme-manoir du Bois Joly.
- Le vieux Bourg.
- Le lavoir, situé sur le bord de la petite rivière La Cloche.